# Polypedilum albicollum
Polypedilum albicollum är en tvåvingeart som först beskrevs av Jean-Jacques Kieffer 1922.  Polypedilum albicollum ingår i släktet Polypedilum och familjen fjädermyggor.
Artens utbredningsområde är Taiwan. Inga underarter finns listade i Catalogue of Life.